# Neus Asensi
Neus Asensi właśc. María de los Ángeles Asensio Liñán (ur. 4 sierpnia 1965 w Barcelonie) – hiszpańska aktorka teatralna, telewizyjna i kinowa.
Studiowała aktorstwo w szkole Juana Carlosa Corazza w Madrycie. Przez 5 lat studiowała taniec klasyczny w szkole Jannicka Niorta.
Zagrała w pierwszej, drugiej i piątej części sagi Torrente w reżyserii Santiago Segury, czego publicznie żałowała w 20 rocznicę ukazania się pierwszej części.
Znana jest też z komediowego serialu telewizyjnego Paco i jego ludzie.